# Глибне
Гли́бне — село в Україні,  у Краснопільській селищній громаді Сумського району Сумської області. Населення становить 473 осіб. До 2016 орган місцевого самоврядування — Самотоївська сільська рада.

## Географія
Село Глибне розташоване на річці Сироватка (в основному на правому березі), вище за течією на відстані 1.5 км розташоване село Самотоївка, нижче за течією на відстані 2 км розташоване село Хвойне.
Поруч пролягає автомобільний шлях Т 1901 до Миропілля та залізниця Суми-Білгород зі станцією Глибне.

## Історія
Село Глибень (сьогодні — Глибне) засноване у 1662 р. сином сумського полковника Гарасима Кондратьєва, Іваном Гарасимовичем Кондратьєвим на «пожалуваних царем землях». На західній околиці Глибного археологами знайдено поселення ранньої залізної доби (скіфи).
Станом на 1732 р., населення села становило 128 осіб, всі — володарські (залежні від власника) селяни, до 1861 р. — кріпосні. У середині ХІХ ст. близ села працювала винокурня. Глибне знаходилось в парафії Свято-Миколаївського храму с. Самотоївка, з 1830 р. — Спасо-Преображенського храму с. Гречаниківка. Земська школа відкрита у 1901 р. Наприкінці ХІХ ст. хутір Іваненків (нині — вулиця Сумська с. Глибне) відвідував Антон Павлович Чехов, котрий гостював у свого друга, музиканта Олександра Гнатовича Іваненка. На початку ХХ ст. на північ від Глибного знаходився невеликий хутір Липняк (Скалигін).
У 1930-х роках Глибне слугувало місцем, куди висилали всіх неугідних, від чого носило назву «Виселки» або ж «Острожок». Під час Другої Світової війни було окуповане 14 жовтня 1941 р., визволено 10 серпня 1943 р. Під час бойових дій було майже повністю знищено і відновлено у радянський час. На території села знаходиться пам'ятник на місці падіння радянського літака. До 1951 р. у Глибному знаходилась центральна садиба колгоспу «Серп», село мало свою окрему сільраду. 30 січня 1951 р. колгосп влився до складу колгоспу ім.газети «Правда» (с. Самотоївка).
У середині ХХ ст. піщані ґрунти від Глибного до Самотоївки та від Глибного до Залізняка заліснено хвойними породами дерев. У Глибному працювала школа-восьмирічка, пізніше — ЗОШ І ст. На північно-західній околиці села, на місці колишнього панського подвір'я розташована база відпочинку. Поруч — природний заказник — урочище Глибнянське, котре профілюється на вирощуванні сіменного матеріалу (жолудів дуба). У Глибному знаходяться центральна садиба фермерського господарства «Думівське» та рибцеху «Сироватка». До газопроводу Глибне підключене у 2013 р.
12 червня 2020 року, відповідно до розпорядження Кабінету Міністрів України № 723-р «Про визначення адміністративних центрів та затвердження територій територіальних громад Сумської області», село увійшло до складу Краснопільської селищної громади.
19 липня 2020 року, в результаті адміністративно-територіальної реформи та ліквідації Краснопільського району, увійшло до складу новоутвореного Сумського району.
15 березня 2022 року росіяни в селі Глибне Сумського району зруйнували два житлові будинки та господарчі споруди, влаштували пожежу, відібрали та зарізали худобу. А ще – кілька днів тримали в страху все село.
1 вересня 2024  року росіяни ударили безпілотником у місце, де перебували співробітники поліції у селі. Поранення зазнало двоє поліцейських.

## Населення

### Мова
Розподіл населення за рідною мовою за даними :
| Мова       | Кількість | Відсоток |
| ---------- | --------- | -------- |
| українська | 468       | 98.10%   |
| російська  | 8         | 1.69%    |
| білоруська | 1         | 0.21%    |
| Усього     | 473       | 100%     |

## Економіка
- Рибцех «Сироватка».
- «Думівське», ТОВ.
- База відпочинку.
- Садовий коператив «Янтар».
- Залізнична станція «Глибне».

## Соціальна сфера
- Клуб.
- Бібліотека.
- Фельдшерський пункт.

## Уродженці села
- Авраменко Андрій Миколайович  ( 5 грудня 1978 — 28 червня 2022, с. Миропілля Сумського району) — український військовик, учасник російсько-української війни, Присвоєно звання «Почесний громадянин міста Суми» (31.08.2022)[6].
- Авраменко Сергій Миколайович (16 серпня 1964 — †7 лютого 1985) — учасник афганської війни, загинув у бою 7 лютого 1985 року. Похований на центральній алеї сільського кладовища. Посмертно нагороджений орденом Червоної Зірки.
- Іваненко Олександр Гнатович — музикант-флейтист, друг А. П. Чехова, громадський діяч.